# 康里回回
回回（1285年—1335年），元朝大臣、书法家，表字子渊，号时斋，康里人，故又称康里回回。中书平章政事不忽木之子，康里巎巎之兄。元文宗时中书右丞。
回回世为贵族，幼年学习儒学，善书射。嗜学能文，通经史，尤深通《易经》。元成宗时，以大臣子，入备宿卫。元贞年间升任太常寺少卿。大德末年，改太常院使。元武宗至大年间改任大司农卿。出为山南江北道廉访使，平反冤狱。至大三年（1310年），担任中书省参知政事。改任江南行台治书侍御史，转任淮西、河南廉访使，有政绩。元仁宗延祐元年（1314年），奉命南巡，访问民情，反对括田增加赋税。元英宗即位，拜为江南行台侍御史，改任参议中书省事，参与议定刑书。泰定年间，廷议漕运，他建议减粮舒缓东南民力。授为太子詹事丞，官至翰林侍讲学士，出为江浙行省右丞。致和元年（1328年），泰定帝驾崩，他参与拥立元文宗。担任宣政院使。上疏请求裁减僧道，让他们到民间交税。擢升为中书省右丞。当时，燕帖木儿权势滔天，他常与之当廷面折。出任陕西行省平章政事。他和弟弟康里巎巎并称双璧。

## 延伸阅读
[在维基数据编辑]
 《新元史/卷198》，出自柯劭忞《新元史》